# Kfar Masaryk
Kfar Masaryk est un kibboutz du nord est d'Israël.

## Histoire
Le kibboutz est créé en 1932 au sud d'Acre par des migrants venus de Tchécoslovaquie et Lituanie. En 1937, ils sont rejoints par des Polonais.
En mars 1948, Yossef Weiz organise l’expulsion des fermiers arabes de Daliyat al-Rawha et de Buteimat avec les habitants de Kfar Masaryk.

## Activités du kibboutz
- agriculture: coton, avocats, tomates.